# Lenguas mbam-nkam
Las lenguas mbam-nkam o lenguas de los pastizales orientales, se hablan en Bamenda en Camerún y forman una rama de las lenguas bantoides meridionales que incluyen al bamun, el yamba y las lenguas bamileké.

## Lenguas del grupo
Usualmente se divide este grupo en cuatro o cinco ramas:
- Lenguas nkambe (norte)
- Lenguas mbam-nkam (propiamente dichas)
  - Lenguas ngemba
  - Lenguas bamileké
  - Lenguas nun

Nurse (2003) informa que las lenguas bamileké estarían formadas por dos ramas en lugar de ser un grupo filogenético único.

## Comparación léxica
Los numerales reconstruidos para diferentes ramas de las lenguas mbam-nkam son:
| GLOSA | PROTO- NKAMBE | Nbam-nkam (propio) | Nbam-nkam (propio) | Nbam-nkam (propio) | Nbam-nkam (propio) | PROTO- MBAM-NKAM |
| GLOSA | PROTO- NKAMBE | PROTO- NGEMBA      | PROTO- BAM. OC.    | PROTO- BAM. OR.    | PROTO- NUN         | PROTO- MBAM-NKAM |
| ----- | ------------- | ------------------ | ------------------ | ------------------ | ------------------ | ---------------- |
| '1'   | *mɔʔ-         | *mɔʔɔ              | *-mɔʔ              | *nʧoʔ              | *mɔʔ(ɔ)            | *mɔʔɔ            |
| '2'   | *bɰa          | *baɣa              | *-pia              | *pɰa               | *mbaa              | *baɣa            |
| '3'   | *tar          | *tɑrɨ              | *-tat              | *tat               | *tɛt               | *tarɨ            |
| '4'   | *kwe          | *-kwa              | *-kwa              | *kwa               | *kʷa               | *kʷa             |
| '5'   | *taŋ          | *tan(ə)            | *-ta(ː)            | *tɑn               | *tan               | tan              |
| '6'   | *ntuːnfu      | *ntoɣo             | *ntoʁo             | *ntoɣo             | *ntoɣo             | *ntoɣo           |
| '7'   | *sam-bɰa      | *sam-baɣa          | *saːm-pia          | *sam-pɯa           | *kʷa-tɛt           | *sam-baɣa        |
| '8'   | *fwami        | *nə-fam            | *-fom              | *fom               | *fɔm               | *fɔm             |
| '9'   | *buɣu         | *nə-buʔu           | *-pfuʔu            | *bwʉʔʉ             | *puʔu              | *puʔu            |
| '10'  | *ɣum          | *nə-ɣum            | *-ɣəm              | *ɣam               | *ɣum               | *ɣum             |